# Бумяжтай
«Бумяжтай» (тайск. พรรคภูมิใจไทย, в переводе Тайская партия гордости) — тайская консервативная политическая партия.

## История
Партия была основана 5 ноября 2008 года, в преддверии опубликования постановления Конституционного суда от 20 декабря 2008 года, которым в том числе распускался предшественник данной партии — «Нейтральная демократическая партия». После роспуска в «Бумяжтай» перешли бывшие члены «Нейтрально-демократической партии» и некоторые члены фракции «Группа друзей Ньюина» из «Партии народной власти» (ПНП).
15 декабря 2008 года «Бумяжтай» поддержал «Демократическую партию», сформировав шестипартийное коалиционное правительство под руководством премьер-министра Апхисита Ветчачивы. Де-факто лидером партии и влиятельным лицом, стоящим за присоединением к возглавляемой демократами коалиции, является Ньюин Чидчоб. Из-за того, что он был руководителем предшественницы «Партии народной власти», партии «Тай Рак Тай», которая была распущена в 2007 году, он лишился права быть членом любой партии в течение пяти лет. Утверждается, что командующий армией и соруководитель переворота 2006 года генерал Анупонг Паочинда вынудил депутатов фракции «Группа друзей Ньюина» в ПНП поддержать коалицию, возглавляемую «Демократической партией». Это обеспечило достаточно голосов в парламенте, чтобы позволить Апхиситу Ветчачиве быть избранным премьер-министром. «Бумяжтай» был вторым по величине партнером по коалиции в правительстве Ветчачивы. От партии в правительстве были представлены министр транспорта, министр торговли и министр внутренних дел (Чаоварат Чанвиракул), а также четверо заместителей министров.
На всеобщих выборах 3 июля 2011 года «Бумяжтай» заключил союз с партнёром по коалиции партией «Шартиннпаттана». Партия стремилась получить 111 мест в новом парламенте. Во время кампании был застрелен главный агитатор партии Субан Чирафанванит. В конце концов, «Бумяжтай» получил 34 из 500 мест в Палате представителей, что наблюдатели сочли разочаровывающим результатом. Впоследствии партийная фракция Матчима, возглавляемая Сомсаком Тепсутином, попыталась присоединиться к возглавляемому «Пхыа Тхаи» коалиционному правительству под руководством премьер-министром Йинглак Чиннават, несмотря на то, что изначально партия исключила сотрудничество с «Пхыа Тхаи» перед выборами. В итоге «Пхыа Тхаи» отказалась от участия «Бумяжтай» в коалиции.
14 сентября 2012 года Анутин Чарнвиракул был избран новым лидером партии «Бумяжтай» во время общего собрания партии для избрания нового исполнительного комитета из 11 человек. Он заменил своего отца Чаоварата Чанвиракула, который ушёл в отставку. Также были избраны Саксаям Чидчоб в качестве нового генерального секретаря, Нати Ратчакийпракарн в качестве казначея, Сора-ат Клинпратум в качестве члена исполнительного комитета и председателя партийного совета и Супамас Иссарапакди в качестве официального представителя партии.

## Электорат
У «Бумяжтай» популистская платформа, поскольку часть платформы была взята от популистской партии Таксина Чиннавата «Тай Рак Тай» и «Партии народной власти». Партия имеет сильную базу в провинции Бурирам.